# 9904 Mauratombelli
9904 Mauratombelli è un asteroide della fascia principale. Scoperto nel 1997, presenta un'orbita caratterizzata da un semiasse maggiore pari a 2,7329001 UA e da un'eccentricità di 0,1884237, inclinata di 8,46995° rispetto all'eclittica.
L'asteroide è dedicato all'astronoma amatoriale italiana Maura Tombelli, direttrice dell'osservatorio Beppe Forti a Montelupo Fiorentino (Codice MPC K83).